# Hallenbad Nord (Ludwigshafen am Rhein)

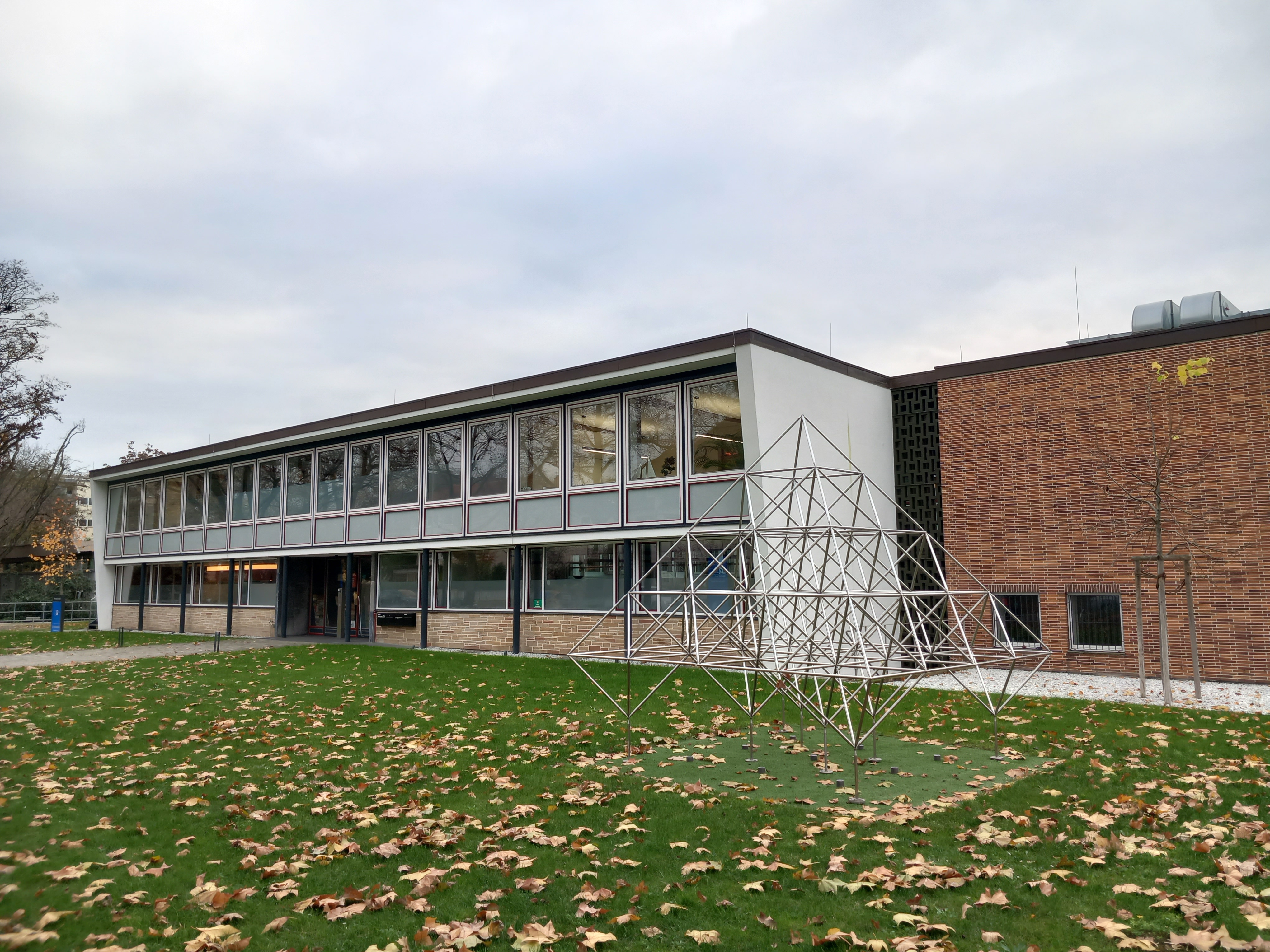
Nordwestfassade (2023)

Das Hallenbad Nord ist ein ehemaliger Schwimmbadbau in Ludwigshafen am Rhein. Als bedeutendes Zeugnis der Nachkriegsmoderne steht es unter Denkmalschutz.

## Geschichte
1937 legte der Karlsruher Architekt Heinrich Müller im Auftrag der damaligen IG Farben erste Planungen für eine Sportanlage mit Schwimmhalle vor. Das Hallenbad sollte ein 25-Meter-Becken in einer lichtdurchfluteten Halle, Sprunganlage mit Ein- und Drei-Meter-Brett, ausreichenden Platz für Gymnastik sowie Wannen- und Brausebäder erhalten. Im Sommer 1938 schrieb die IG Farben einen Wettbewerb aus. Unter den 70 eingereichten Entwürfen entschied sich die Jury unter der Leitung Müllers für den Entwurf der Architekten Heinrich Schmitt und Philipp Blaumer, die die Gesamtanlage nach antikem Vorbild um einen Atriumhof gruppierten. Gegenüber der eigentlichen Schwimmhalle sollte auf der anderen Seite des Hofes eine Eingangshalle entstehen und beide Baukörper durch die seitlich angeordneten, getrennten Umkleidebereiche für Männer und Frauen verbunden werden. Die Schwimmhalle öffnete sich durch eine großzügige Glaswand zu einer Sonnenterrasse. Im Untergeschoss war ein Lehrschwimmbecken vorgesehen. Anders als ursprünglich geplant kam es nicht zu einer gemeinsamen Umsetzung mit der Sportanlage. Die Stadt Ludwigshafen stellte durch einen Grundstückstausch eine näher an der Wohnbebauung gelegene Fläche zur Verfügung. Zur Ausführung kam es jedoch nicht mehr: Da das Vorhaben rüstungswirtschaftlich nicht von Bedeutung war, wurde es im Mai 1939 abgelehnt. Nach Kriegsausbruch überließ die IG Farben die Pläne der Stadt Ludwigshafen für eine spätere Realisierung.
Im Vorfeld des 100-jährigen Stadtjubiläums 1953 erneuerte die nach der Zerschlagung der IG Farben wieder verselbständigte BASF ihr Angebot zu einer finanziellen Unterstützung und stellte 1 Million DM für den Bau zur Verfügung. Der Entwurf von 1938 wurde von Schmitt im Sinne der Nachkriegsmoderne überarbeitet. Das Grundkonzept des Atriumbaus blieb jedoch erhalten. Die ursprünglich als Walmdach konzipierte Dachkonstruktion wurde durch Flachdächer ersetzt, die Schwimmhalle durch Öffnung der Hofseite mit einer weiteren natürlichen Lichtquelle versehen. Entgegen der Vorkriegsplanung wurde eine Zuschauertribüne mit 300 Sitz- bzw. 600 Stehplätzen eingebaut. Mit Ausnahme der Schwimmhalle wurden sämtliche Gebäudeteile als Stahlbetonbauten mit Rippendecken ausgeführt. Die Eingangshalle an der Pettenkoferstraße wurde durch die Einrichtung eines Friseursalons und einer Milchbar funktional bereichert. Die Plastik Fliegender Genius von Georg Kolbe wertete die Eingangshalle zusätzlich auf. Im Obergeschoss wurden eine Wohnung und die Büros der Verwaltung eingerichtet. Die Seitenflügel nahmen unter anderem einen Saunabereich auf, der mit Mosaiken von Rolf Müller-Landau ausgeschmückt wurde. 1956 wurde das Bad eröffnet.
2001 erfolgte nach 45 Jahren die Schließung. Das große Becken wird seit 2015 als Löschwasserreservoir für ein benachbartes Müllheizkraftwerk genutzt. Auch die übrigen Gebäudeteile wurden umgenutzt. Das ehemalige Lehrschwimmbecken wurde zu einem Konferenzraum umgebaut.